# Psychedelic Pill
| Recensione        | Giudizio |
| ----------------- | -------- |
| AllMusic          |          |
| Pitchfork         |          |
| Rolling Stone     |          |
| NME               |          |
| Chicago Sun-Times |          |

Psychedelic Pill è un album discografico del musicista canadese Neil Young, pubblicato il 30 ottobre 2012 dalla Reprise Records.

## Il disco
Si tratta del secondo disco pubblicato nel 2012 da Young insieme ai Crazy Horse, e il loro primo album di materiale originale fin da Greendale del 2003.

### Registrazione
Con i suoi 87 minuti di durata, Psychedelic Pill è il disco più lungo di Neil Young e l'unico doppio album di studio nella sua intera discografia. Molte delle canzoni contenute nell'album nacquero da estese jam session con i Crazy Horse dopo la fine delle sessioni per la registrazione del precedente Americana. Il brano iniziale del disco, Driftin' Back, fa riferimento alla nuova autobiografia di Young intitolata Waging Heavy Peace. Un'altra traccia dell'album, Walk Like a Giant, lamenta di come la sua generazione abbia fallito nel tentativo di cambiare il mondo: «We were ready to save the world / But then the weather changed» ("Eravamo pronti per cambiare il mondo / Ma poi il tempo cambiò"). In altri brani del disco, l'artista ricorda di quando ascoltava alla radio Like a Rolling Stone di Bob Dylan e i Grateful Dead (Twisted Road), e parla delle sue radici canadesi (Born in Ontario). La title track dell'album, presente in due versioni, ha un riff simile a quello di Sign of Love, un precedente brano scritto da Young. Questa canzone inoltre contiene un effetto "phaser", che filtrando la registrazione le dona un'atmosfera "psichedelica" (anche se tale effetto è assente dal missaggio alternativo della seconda versione posta alla fine del disco).

### Accoglienza
Psychedelic Pill ricevette recensioni complessivamente positive. Rolling Stone diede quattro stellette su cinque all'album commentando che l'opera "possedeva la sincerità disarmente e la brutale esuberanza dei suoi lavori migliori". Douglas Heselgrave di Paste Magazine arrivò ad affermare che Psychedelic Pill potesse essere il miglior album di Neil Young con i Crazy Horse". Dan Stubbs del New Musical Express, assegnò al disco 8 stellette su 10 indicando che due brani in esso contenuti, Ramada Inn e Walk Like a Giant, "potevano essere annoverati tra i capolavori di Young". Altri recensori furono invece meno benevoli, come il Chicago Sun-Times che affermò come l'album "vantasse qualche momento brillante in mezzo a banali e noiose divagazioni rumorose".
L'album è stato classificato alla posizIone numero 10 nella lista dei migliori 50 dischi del 2012 dalla rivista Rolling Stone. Inoltre, sempre la stessa rivista, ha indicato la canzone Ramada Inn come la quinta migliore canzone del 2012.

## Tracce

### Disc 1
1. Driftin' Back - 27:36
2. Psychedelic Pill - 3:26
3. Ramada Inn - 16:49
4. Born in Ontario - 3:49

### Disc 2
1. Twisted Road - 3:28
2. She's Always Dancing - 8:33
3. For the Love of Man - 4:13
4. Walk Like a Giant - 16:27
5. Psychedelic Pill - 3:32 (Alternate Mix)

## Formazione
- Neil Young – voce, chitarra

Crazy Horse
- Billy Talbot – basso, voce
- Ralph Molina – batteria, voce
- Frank "Poncho" Sampedro – chitarra, voce